# Gerda Lerner
Pour les articles homonymes, voir Lerner.
Gerda Lerner, née Gerda Hedwig Kronstein, à Vienne, le 30 avril 1920 et morte à Madison, le 2 janvier 2013, est une historienne américaine d'origine autrichienne et professeur d'histoire à l'université du Wisconsin à Madison. Elle est l'une des fondatrices du domaine de l'histoire des femmes aux États-Unis et l'une des premières à apporter une perspective historique féministe. 

## Biographie
Gerda Lerner est la fille de Robert Kronstein, pharmacien, et d'Ilona Neumann Kronstein, une artiste, elle a une sœur cadette, Nora. Elle fait ses études au lycée de Vienne, elle est engagée politiquement dès 1934, sympathisante communiste. Sa mère et elle sont emprisonnées par les nazis qui espèrent ainsi faire pression sur son père, réfugié au moment de l'Anschluss au Liechtenstein, où il espérait les faire venir ensuite. Gerda et sa mère sont libérées lorsque son père accepte de vendre son entreprise à un Autrichien aryen, pour une somme dérisoire. Elle réussit à passer son abitur avant de quitter l'Autriche, et se réfugie en 1939 aux États-Unis, où elle obtient un visa américain grâce à l'affidavit fourni par son ancien petit ami, qu'elle épouse la même année. Ils divorcent l'année suivante, une fois qu'elle a les papiers pour rester aux États-Unis. Elle rencontre dans le cercle des exilés anti-nazis allemands, le metteur en scène Carl Lerner (de) qu'elle épouse, et ils ont deux enfants. La famille s'installe à Los Angeles où Carl Lerner travaille dans l’industrie cinématographique, Gerda Lerner collabore avec lui en 1964 sur le scénario du film Black Like Me (en) qu'il dirige. 
Gerda Lerner milite dans le mouvement communiste Congress of American Women (en), rattaché à la Fédération démocratique internationale des femmes. Membres tous les deux durant quelque temps du parti communiste américain, Carl et Gerda Lerner sont victimes de la chasse aux sorcières maccarthyste, Carl est interdit d'exercice professionnel et la famille se réinstalle à New York. Carl et Gerda quittent le parti communiste dès le début des années 1950 et Gerda restera muette à l'égard de son militantisme communiste durant de nombreuses années. Elle s'inscrit à la New School for Social Research où elle obtient son diplôme de licence en 1963. Elle s'inscrit ensuite à l'université Columbia, où elle obtient son master en 1965, et soutient en 1966 une thèse de doctorat sur les sœurs Grimké, qu'elle publie sous l'intitulé The Grimké sisters from South Carolina: rebels against slavery. Sarah Moore Grimké (1792–1873) et Angelina Emily Grimké, connues sous le nom de « sœurs Grimké », sont deux Américaines quakers qui se sont résolument engagées en faveur de l'abolition de l'esclavage et des droits des femmes, au XIXe siècle.

## Activités universitaires et éditoriales
Elle a une charge de cours sur l'histoire des femmes, à la New School, dès 1963 alors qu'elle est encore étudiante de licence, puis elle enseigne à plein temps à l'université de Long Island (1965-1968), et au Sarah Lawrence College (1968-1980), où elle crée un master d'histoire des femmes. En 1980, elle est nommée professeure à l'université du Wisconsin à Madison, titulaire de la chaire d'histoire Robinson-Edwards, avec la mission de créer un parcours doctoral d'histoire des femmes. Elle y finit sa carrière académique en 1990.
Son activité de recherche et éditoriale vise à montrer que les femmes ont une histoire, et qu'en écrivant l'histoire, il convient de penser aux femmes. Elle édite, dans une perspective novatrice, deux recueils de textes pour prouver que les sources pour une histoire des femmes existent : Black Women in White America : A Documentary History (1972), sur l'histoire des femmes afro-américaines, et The Female Experience : An American Documentary (1977). Elle sera suivie par une génération de jeunes chercheurs. Elle a permis que l'histoire des femmes soit inscrite au programme de nombreuses universités, et le caractère pionnier de ses activités est reconnu par dix-sept doctorats honoris causa, notamment de Harvard, de son alma mater Columbia, ainsi que de l'université de sa ville natale.
Elle est cofondatrice, en décembre 1969, du Coordinating Committee on Women in the Historical Profession, destiné aux historiennes. Elle est la première femme à présider l’Organization of American Historians, en 1981-1982.
Elle écrit une comédie musicale avec Eve Merriam (en), The Singing of Women (1951), puis publie un roman sur Vienne avant la Seconde Guerre, No Farewell (1955). Son mari meurt d'un cancer en 1973, et elle publie en 1978 un livre de souvenirs de cette période, A Death of One’s Own en 1978. Enfin, elle fait paraître un récit autobiographique, Fireweed en 2002.
Elle meurt en 2013.

## Publications

### Écrits scientifiques
- The Grimké sisters from South Carolina: rebels against slavery, 1967
- « The Lady and the Mill Girl: Changes in the Status of Women in the Age of Jackson », American Studies, vol. 10, no 1, printemps 1969, p. 5-15 [lire en ligne] [PDF]
- Black Women in White America : A Documentary History, New York, Random House, 1973, publié en français sous le titre De l'esclavage à la ségrégation - les femmes noires dans l'Amérique des Blancs, éd. Denoël/Gonthier, 1975, 352 pages.
- The Female Experience : An American Documentary, 1977
- The Majority Finds Its Past : Placing Women in History, 1979
- The Creation of Patriarchy, 1986
- The Creation of Feminist Consciousness: From the Middle Ages to Eighteen-Seventy, 1993
- Why History matters: Life and Thought, Oxford University Press, 1998, 272 p.  (ISBN 978-0195122893)
- Living with History/Making Social Change, 2009

### Autres écrits
- No Farewell, 1955
- A Death of One’s Own, 1978
- Fireweed : A Political Autobiography, Philadelphia : Temple University Press, 2002

## Distinctions
- 1996 : décoration autrichienne pour la science et l'art (de)
- 1998 : membre de l'Académie américaine des arts et des sciences
- 2002 : prix Bruce Catton
- 2006 : prix Bruno-Kreisky
- 2012 : prix Käthe Leichter
- Docteur honoris causa de plusieurs universités, notamment l'université de Vienne, l'université de Pennsylvanie (1999)[13], l'université Harvard (2008)[14], l'université hébraïque de Jérusalem, l'université Columbia (2006)[15].